# Mielichhoferia leptoclada
Mielichhoferia leptoclada är en bladmossart som beskrevs av C. Müller 1879. Mielichhoferia leptoclada ingår i släktet kismossor, och familjen Bryaceae. Inga underarter finns listade i Catalogue of Life.